# Casalbore
Casalbore – miejscowość i gmina we Włoszech, w regionie Kampania, w prowincji Avellino.
Według danych na 1 stycznia 2022 roku gminę zamieszkiwało 1595 osób (774 mężczyzn i 821 kobiet).